# راندال إيميت
راندال إيميت (بالإنجليزية: Randall Emmett)‏ هو منتج أفلام يهودي أمريكي، ولد في 25 مارس 1971 في ميامي في الولايات المتحدة.

## وصلات خارجية
- راندال إيميت على موقع IMDb (الإنجليزية)
- راندال إيميت على موقع ألو سيني (الفرنسية)
- راندال إيميت على موقع بوكس أوفيس موجو (الإنجليزية)
- راندال إيميت على موقع قاعدة بيانات الفيلم (الإنجليزية)